# 心靈勇氣
是一部2012年上映的美國劇情片，由《心靈捕手》導演葛斯·范·桑所執導。片中演員麥特·戴蒙及約翰·卡拉辛斯基同時是此電影監製及編劇。其他演員包括: 憑《雪花高離奇命案》奪得奧斯卡最佳女主角獎的法蘭絲·麥杜雯、曾演出《瑞秋要出嫁》的露絲瑪莉·狄維及曾奪得艾美獎最佳男主角資深演員哈爾·霍爾布魯克等。本片故事取材自美國作家戴夫·艾格斯所撰的作品，描述兩位能源開採業務員到美國一個鄉野小鎮，與當地居民斡旋購買土地探鑽權的故事。
電影於2012年12月28日於美國有限地區首映，到2013年1月4日才全國公映。電影於2013年2月份舉行之柏林国际电影节入選為競賽片。電影在影評界的反響褒貶不一，更因為劇中刻劃資源開採過程造成的水力壓裂引起爭議。

## 故事
環球（Globle），一家在美國具有相當規模的能源開採企業公司，覷準了一個小鎮地底下富涵天然氣的頁岩礦藏，決定運用各種手段與當地的鎮民交涉，企圖取得土地開採權。業務員史提夫·巴特勒（麥特·戴蒙 飾）與蘇·湯瑪遜（法蘭絲·麥杜雯 飾）受命來到小鎮，與當地居民做周旋。
小鎮居民生活務實但經濟條件欠佳，巴特勒以金錢誘惑為手段，認為可以很快就與鎮民達到共識，然而當地一位教師法蘭克·葉慈（哈爾·霍爾布魯克 飾）卻告訴鎮民天然氣開採對環保有害的事實，並且希望鎮民們以投票來表決是否該接受這樣子的企業進駐小鎮來殘害自己的家園；正當巴特勒想努力取得鎮民信賴的同時，鎮上又出現一位自稱來自不知名環保團體「雅典娜」（Athena）的環保人士：達斯汀·諾貝爾（約翰·卡拉辛斯基 飾），他提供了十分有力的證據指控環球能源開採公司所進行的開採作業，曾讓其他地方的土地枯萎、生靈塗炭；大部分鎮民開始不相信巴特勒，這也讓兩名業務員的工作陷入膠著的困境。
幾經波折後，就在投票舉辦的前夕，巴特勒收到了一份匿名提供的資料，將達斯汀指控環球能源的證據都給推翻，足以讓達斯汀失去鎮民的信任。但就在巴特勒巧遇即將撤離小鎮的達斯汀之後，他才瞭解原來達斯汀也是環球能源開採公司派來鎮上的，而之前兩人在鎮上的對抗，都是為演給當地鎮民看的一齣戲。
在投票日當天，巴特勒除了對鎮民們公布了達斯汀的偽證據之外，也坦承一切都是能源公司的騙局，這結果當然導致巴特勒立刻被公司炒魷魚，但巴特勒卻心安理得地留在了小鎮。

## 演員
| 演員                            | 角色                       | 備註                           |
| ------------------------------- | -------------------------- | ------------------------------ |
| 马特·戴蒙 Matt Damon            | 史提夫·巴特勒 Steve Butler | 能源開採公司業務員             |
| 約翰·卡拉辛斯基 John Krasinski  | 達斯汀·諾貝爾 Dustin Noble | 「雅典娜」環境保育運動人士     |
| 法蘭絲·麥杜雯 Frances McDormand | 蘇·湯普遜 Sue Thomason     | 能源開採公司業務員，史提夫助手 |
| 露絲瑪莉·狄維 Rosemarie DeWitt  | 艾莉絲 Alice               | 麥金利鎮小學女教師             |
| 哈爾·霍爾布魯克 Hal Holbrook    | 法蘭·克葉慈 Frank Yates    | 資深自然科教師                 |

## 製作
麥特·戴蒙與約翰·卡拉辛斯基合作完成劇本後，麥特·戴蒙原想身兼演員、監製及導演工作，但由於麥特·戴蒙發現其電影檔期排滿難於執導，故決定只做演員及監製工作，並將劇本轉交到曾兩次合作導演葛斯·范·桑。葛斯·范·桑看過劇本後決定接手工作。

## 評價
影片获得混合评价，烂番茄新鲜度51%，Metacritic上媒体评分55。

## 獎項
獲美國國家評論協會頒發2012年十部最佳電影之一。

## 外部連結
- 官方网站
- 互联网电影数据库（IMDb）上《心靈勇氣》的资料（英文）
- 爛番茄上《心靈勇氣》的資料（英文）
- 豆瓣电影上《心靈勇氣》的資料 （简体中文）
- AllMovie上《心靈勇氣》的资料（英文）
- Metacritic上《心靈勇氣》的資料（英文）
- Box Office Mojo上《心靈勇氣》的資料（英文）